# 律集解
『律集解』（りつのしゅうげ）は、平安時代前期に成立したとされる律の注釈書。惟宗直本の著作で全30巻と伝えられているが現存しないため、詳細は不明である。

## 概要
『本朝書籍目録』『本朝法家文書目録』などにその名称があり、後者にはその編目が記されている。その構成は唐の『唐律疏議』とほぼ一致している。中世の戦乱によって行方不明となったとみられ、江戸時代には完全に失われた。近代に入ると和田英松らによって『政事要略』などに引用された逸文から復元する試みがなされている。それによれば、養老律の注釈に「古答」と呼ばれた大宝律の注釈、更に「物」「穴」「讃」「額」「春」などの明法家の学説に基づく注記とみられる書き込みがなされている。